# Heather Nedohin
Heather Nedohin, z domu Godberson (ur. 15 lipca 1975 w Fort St. John, Kolumbia Brytyjska) – kanadyjska curlerka, mistrzyni świata juniorów 1996, brązowa medalistka MŚ 1998 i 2012. Obecnie występuje jako kapitan zespołu, gra w Saville Sports Centre w Edmonton. Jest żoną trzykrotnego mistrza świata Davida Nedohina.
W curling zaczęła grać w 1981. W 1996 zwyciężyła w swoim pierwszym turnieju prowincjonalnym, była najlepsza wśród juniorek także na arenie krajowej pokonując w finale Saskatchewan (Cindy Street). Na Mistrzostwach Świata Kanadyjki awansowały do fazy finałowej, złote medale zdobyły po wygraniu meczów przeciwko Szwajcarii (Nadja Heuer) i Szkocji (Julia Ewart).
Po przekroczeniu wieku juniorskiego Heather jako trzecia dołączyła do ekipy Cathy King. Zespół King wygrał mistrzostwa Alberty w latach 1997 i 1998. Za pierwszym razem w Scott Tournament of Hearts 1997 zawodniczki awansowały do play offów i zajęły 4. miejsce. Rok później zespół z Edmonton wygrał Round Robin. W fazie finałowej drużyna Cathy King zdobyła tytuł mistrzyń Kanady dwukrotnie pokonując 7:6 Ontario (Anne Merklinger).
Podczas Mistrzostw Świata 1998 Kanadyjki były gospodyniami turnieju. W półfinale przegrały ze Szwedkami (Elisabet Gustafson), uplasowały się na najniższym stopniu podium wygrywając 10:2 nad Norweżkami (Dordi Nordby). Heather wystąpiła w mistrzostwach kraju 1999 jako Team Canada, po wygranej w półfinale z Connie Laliberte zespół uległ w finale Colleen Jones.
W sezonie 1999/2000 Heather opuściła zespół King by samej stać się kapitanem. Drużyna pod jej przewodnictwem zdołała zakwalifikować się na Scott Tournament of Hearts 2000, jednak zajęła 6. miejsce. Później Nedohin dołączyła do zespołów Atiny Johnston i Deb Santos. Jako skip w 2012 ponownie wygrała rozgrywki prowincjonalne i wystąpiła w mistrzostwach kraju. Alberta zdołała zakwalifikować się z 4. miejsca do play-offów. W ostatniej fazie turnieju drużyna okazała się być najlepsza i wygrała wszystkie mecze począwszy od spotkania 3-4 z Quebeckiem (Marie-France Larouche) 7:4, półfinału z Manitobą (Jennifer Jones) 6:5 i finału przeciwko Kolumbii Brytyjskiej (Kelly Scott) 7:6. W MŚ Kanadyjki by dostać się do fazy finałowej musiały w barażu pokonać 9:8 Amerykanki (Allison Pottinger). W niższym meczu Page play-off uległy 3:4 Koreankom (Kim Ji-sun), zdobyły jednak brązowe medale pokonując azjatycką drużynę 9:6. Jako Team Canada podczas Scotties Tournament of Hearts 2013 zespół Nedohin uplasował się na 4. miejscu, w meczu o brąz przegrał z Kolumbią Brytyjską (Kelly Scott), wcześniej jednak zmierzył się w półfinale z Manitobą (Jennifer Jones).
Na 6. miejscu ekipa Nedohin ukończyła rywalizację w kanadyjskich kwalifikacjach olimpijskich 2013. Zespół z Edmonton wygrał 3 mecze, a przegrał 4.

## Wielki Szlem
| Turniej                | 2006/2007 | 2007/2008 | 2008/2009 | 2009/2010 | 2010/2011 | 2011/2012 | 2012/2013 | 2013/2014 | 2014/2015 |
| ---------------------- | --------- | --------- | --------- | --------- | --------- | --------- | --------- | --------- | --------- |
| Autumn Gold            | QF        | x         | QF        | x         | SF        | x         | x         | QF        | QF        |
| Manitoba Lotteries     | QF        | x         | A         | SF        | SF        | F         | x         | A         | A*        |
| Colonial Square        | ?*        | ?*        | A*        | ?*        | A*        | A*        | QF        | x         | A         |
| Masters                | ?*        | ?*        | A*        | ?*        | A*        | x*        | x         | QF        | x         |
| Canadian Open          | —         | —         | —         | —         | —         | —         | —         | —         |           |
| Players’ Championships | x         | x         | x         | x         | SF        | x         | x         | x         |           |

| —  | = turniej nie odbył się                          |
| A  | = nie uczestniczyła                              |
| x  | = nie zakwalifikowała się do fazy finałowej      |
| QF | = ćwierćfinał                                    |
| SF | = półfinał                                       |
| F  | = finał                                          |
| W  | = zwycięstwo                                     |
| *  | = turniej niezaliczany do cyklu Wielkiego Szlema |

### Nierozgrywane
| Turniej               | 2006/2007 | 2007/2008 | 2008/2009 | 2009/2010 | 2010/2011 |
| --------------------- | --------- | --------- | --------- | --------- | --------- |
| Wayden Transportation | A         | SF        | x         | —         | —         |
| Sobeys Slam           | —         | x         | A         | —         | A         |

## Drużyna
|           | Czwarta           | Trzecia              | Druga             | Otwierająca   |
| --------- | ----------------- | -------------------- | ----------------- | ------------- |
| 2014/2015 | Heather Nedohin   | Amy Nixon            | Jessica Mair      | Laine Peters  |
| 2010/2014 | Heather Nedohin   | Beth Iskiw           | Jessica Mair      | Laine Peters  |
| 2009/2010 | Heather Nedohin   | Beth Iskiw           | Jessica Mair      | Pam Appelman  |
| 2007/2009 | Heather Nedohin   | Kristie Moore (skip) | Beth Iskiw        | Pam Appelman  |
| 2006/2007 | Heather Nedohin   | Deb Santos (skip)    | Kristie Moore     | Kate Horne    |
| 2005/2006 | Deb Santos        | Heather Nedohin      | Kristie Moore     | Kate Horne    |
| 2004/2005 | Heather Nedohin   | Atina Johnston       | Lawnie MacDonald  | Rona Pasika   |
| 2002/2003 | Heather Nedohin   | Atina Johnston       | Lawnie MacDonald  | Rona Pasika   |
| 1999/2000 | Heather Nedohin   | Carmen Barrack       | Kristie Moore     | Rona McGregor |
| 1996/1999 | Cathy Borst       | Heather Godberson    | Brenda Bohmer     | Kate Horne    |
| 1995/1996 | Heather Godberson | Carmen Whyte         | Christine Scalena | Terelyn Bloor |

## CTRS
Pozycje drużyn Heather Nedohin w rankingu CTRS:
- 2013/2014: 6.[12]
- 2012/2013: 4.
- 2011/2012: 2.
- 2010/2011: 4.
- 2009/2010: 12.
- 2008/2009: 25.
- 2007/2008: 14.
- 2006/2007: 12.
- 2005/2006: 46.[13]